# Avery Tiiu Essex
Avery Tiiu Essex (* 27. August 2011) ist eine US-amerikanische Schauspielerin.

## Leben
Einem breiten Publikum bekannt wurde Essex erstmals 2019, als sie in der Folge Offen für Neues der zehnten Staffel der Sitcom Modern Family die Rolle der jungen Claire Dunphy spielte. Ihre bislang größte Rolle hatte sie im 2020 erschienenen Horrorfilm Du hättest gehen sollen an der Seite von Kevin Bacon und Amanda Seyfried. Der Film wurde bereits im Herbst 2018 gedreht, als Essex gerade 7-jährig war. Im 2022 erschienenen Spielfilm Taurus übernahm sie eine Nebenrolle als Rose an der Seite von Machine Gun Kelly und Megan Fox. 2023 spielte sie im 14-minütigen Musikvideo boygenius – the film der Band Boygenius.

## Filmographie

### Spielfilme
- 2020: Du hättest gehen sollen (You Should Have Left)
- 2022: Taurus
- 2024: Hustlers Take All

### Fernsehserien
- 2019: Modern Family (1 Folge)
- 2021: 9-1-1: Lone Star (1 Folge)
- 2022: Shining Vale (1 Folge)
- 2025: Grey’s Anatomy (1 Folge)